# Esmeralda County
Esmeralda County is een county in de Amerikaanse staat Nevada.
De county heeft een landoppervlakte van 9.294 km² en telt 971 inwoners (volkstelling 2000). De hoofdplaats is Goldfield.

## Bevolkingsontwikkeling

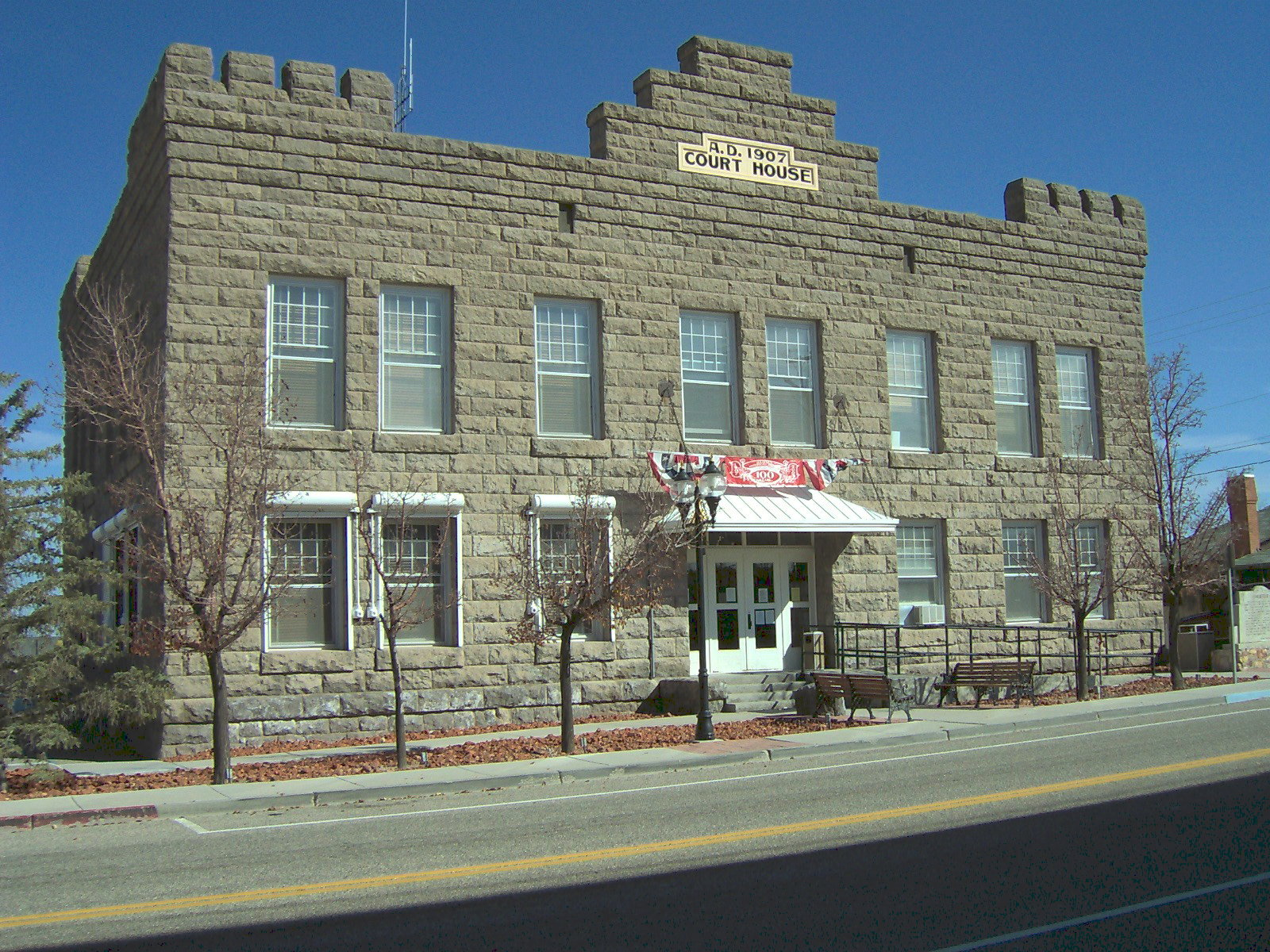
Esmeralda County Courthouse

County's: Churchill · Clark · Douglas · Elko · Esmeralda · Eureka · Humboldt · Lander · Lincoln · Lyon · Mineral · Nye · Pershing · Storey · Washoe · White Pine
Onafhankelijke stad: Carson City